# Jack Smight
Jack Smight (Minneapolis, 9 marzo 1925 – Los Angeles, 1º settembre 2003) è stato un regista e attore statunitense.

## Biografia
Debuttò alla regia nei primi anni del dopoguerra, dirigendo nella sua carriera oltre 50 film, tra televisione e cinema, raggiungendo il successo con la regia del film catastrofico Airport '75 (1974). Sul grande schermo aveva esordito a metà degli anni '60, firmando nel 1966 il thriller Detective's story con Paul Newman, un cupo film tratto dal romanzo Bersaglio mobile di Ross Macdonald. Nello stesso anno girò anche la divertente commedia gialla La truffa che piaceva a Scotland Yard, con Warren Beatty nei panni di un baro incallito. Tra le sue altre opere di spicco, il kolossal bellico La battaglia di Midway (1976) cui seguirono alcuni gialli e commedie meno memorabili. Dopo aver lasciato le scene nel 1989, morì di cancro nel 2003.

## Filmografia parziale
- Vorrei non essere ricca (I'd Rather Be Rich) (1964)
- Il terzo giorno (The Third Day) (1965)
- Detective's Story (Harper) (1966)
- La truffa che piaceva a Scotland Yard (Kaleidoscope) (1966)
- Guerra, amore e fuga (The Secret War of Harry Frigg) (1968)
- Non si maltrattano così le signore (No Way to Treat a Lady) (1968)
- L'uomo illustrato (The Illustrated Man) (1969)
- Il boia viaggiante (The Traveling Executioner) (1970)
- Coniglio, non scappare (Rabbit, Run) (1970)
- Partners in Crime – film TV (1973)
- Doppia indennità (Double Indemnity) – film TV (1973)
- Frankenstein – Una storia vera (Frankenstein: The True Story) – miniserie TV (1973)
- Airport '75 (Airport 1975) (1974)
- La battaglia di Midway (Midway) (1976)
- L'ultima odissea (Damnation Alley) (1977)
- Quattro passi sul lenzuolo (Loving Couples) (1980)
- Senza nessuna pietà (Remembrance of Love) – film TV (1982)
- Bersaglio numero uno (Number One with a Bullet) (1987)
- La favorita (The Favorite) (1989)

## Premi e riconoscimenti
- Primetime Emmy Awards
  - 1959 - Migliore regia di una serie drammatica puntate da meno di un'ora - Goodyear Theatre, episodio Eddie